# Enfermedad hemorrágica del recién nacido
La enfermedad hemorrágica del recién nacido, también conocida como sangrado por deficiencia de vitamina K (VKDB, por sus siglas en inglés), es un trastorno de coagulación en los recién nacidos debido a la deficiencia de vitamina K. Como consecuencia de la deficiencia de vitamina K, se produce una alteración en el hígado en la producción de los factores de coagulación II, VII, IX, X, de la proteína C y de la proteína S, lo que da lugar a un sangrado excesivo (hemorragia).

## Signos y síntomas
La enfermedad provoca un aumento del riesgo de hemorragia. Los lugares en los que se produce el sangrado con mayor frecuencia son el ombligo, las membranas mucosas, el tracto gastrointestinal, y a causa de circuncisiones y venopunciones.  

## Causas
Los recién nacidos muestran una relativa deficiencia de vitamina K por diversas razones. Al nacer tienen reservas limitadas de esta sustancia, ya que la vitamina K no atraviesa apenas la placenta, los niveles de vitamina K de la leche materna son bajos y la flora intestinal no se ha desarrollado todavía (normalmente son las bacterias intestinales las que producen la vitamina K).  

## Tratamiento
El tratamiento consiste en la administración de complementos de vitamina K. Estos se proporcionan a menudo a los recién nacidos de manera profiláctica poco después del nacimiento. 